# السعدية (المنيا)
قرية السعدية  هي إحدي القرى التابعة لمركز بني مزار بمحافظة المنيا في جمهورية مصر العربية. حسب إحصاءات سنة 2006، بلغ إجمالي السكان في السعدية 4362 نسمة، منهم 2190 رجل و2172 امرأة.